# 시기노역
시기노역(일본어: 鴫野駅, しぎのえき)은 일본 오사카부 오사카시 조토구에 있는 서일본 여객철도(JR 서일본)·오사카 시 교통국(오사카 시영 지하철)의 철도역이다.
양 역 모두에서 ICOCA, PiTaPa가 이용 가능하며, JR 역에서는 J스루 카드, Suica, TOICA도, 지하철 역에서는 스룻토 간사이 대응의 각종 카드도 이용할 수 있다.

## 이용 가능한 철도 노선
- 서일본 여객철도
  - 가타마치 선 (갓켄토시 선)
  - 이 밖에도 화물 지선 (조토 화물선, 여객 운행 없음)이 분기한다.
- 오사카 시영 지하철
  - 이마자토스지 선 (I19)

덧붙여, 두 회사의 역은 직접 연결되어 있지는 않다.

## 역 구조

### 서일본 여객철도
2면 2선의 상대식 승강장을 가진 고가역이다. 1층에 표 파는 곳과 콩코스가 위치하고 2층에 승강장이 위치한다. 곡선 상의 역이기 때문에 플랫폼과 열차 사이에서 회전등이 점등한다.
교바시·기타신치 방면의 플랫폼은 차후 섬식 승강장으로 바꿀 수 있는 구조다. 승강장 끝 부분에는 추락 방지용 간이 철조망이 있다.

#### 승강장
↑ 기즈 방면
１ | | 4
교바시 방면 ↓
| 1 | ■ 갓켄토시 선 (상행) | 시조나와테 · 마쓰이야마테 · 기즈 방면 |
| 4 | ■ 갓켄토시 선 (하행) | 교바시 · 기타신치 · 아마가사키 방면   |

### 오사카 시영 지하철
1면 2선의 섬식 승강장이 있는 지하역. 개찰구는 1개소. 개찰구와 같은 층에 주륜장이 설치되어 있다.

#### 승강장
| 1 | ■ 이마자토스지 선 (하행) | 미도리바시 · 이마자토 방면                      |
| 2 | ■ 이마자토스지 선 (상행) | 가모 4초메 · 다이시바시이마이치 · 이타카노 방면 |

## 이용 상황
- 서일본 여객철도
  - 2006년도의 1일 평균 승차 인원수는 약 8, 307명이다.

## 역사
- 1933년 9월 1일 - 개업.
- 195?년 - 고가역화.
- 1987년 4월 1일 - 일본국유철도 분할 민영화로 서일본 여객철도의 역이 됨.
- 2006년 12월 24일 - 오사카 시영 지하철 이마자토스지 선의 역이 개업.

## 인접역 정보
| 서일본 여객철도 가타마치 선    | 서일본 여객철도 가타마치 선     | 서일본 여객철도 가타마치 선  |
| ------------------------------ | ------------------------------- | ---------------------------- |
| 하나텐 기즈 방면               | ■ 갓켄토시 선 보통              | 교바시 아마가사키 방면       |
| ■ 오사카 메트로 이마자토스지선 |                                 |                              |
| I18 가모 4초메 이타카노 방면   | ■ 오사카 지하철 이마자토스지 선 | I20 미도리바시 이마자토 방면 |